# 2014 OD394
2014 OD394 est un cubewano d'un diamètre estimé à 350 km, ce qui pourrait le qualifier comme un candidat au statut de planète naine.